# Maria Teresa Cabré
Maria Teresa Cabré i Castellví (Argentera, Bajo Campo, Cataluña, 1947) Lingüista española, catedrática de Lingüística y Terminología de la Universidad Pompeu Fabra. Desde 2021 es presidente del Instituto de Estudios Catalanes.

## Biografía
Es licenciada y doctora en Filología Románica desde 1976, catedrática desde 1990, fue profesora en la Universidad de las Islas Baleares entre 1970 y 1971, en la Universidad de Barcelona desde 1971 a 1993) y, desde 1994, da clases de Lingüística y Terminología en la Universidad Pompeu Fabra.
Fue directora del TERMCAT, desde 1982 a 1988. Ha dirigido el Instituto Universitario de Lingüística Aplicada de la Universidad Pompeu Fabra y es la actual directora del Centro de Referencia en Ingeniería Lingüística (CREL) del Plan de Investigación de Cataluña.
Es miembro fundadora de la Red Iberoamericana de Terminología (Riterm), de la cual ocupa la presidencia del Comité de dirección, de la Red Panlatina de terminología (Realiter), y del grupo de léxico de la European Linguistic Research Association. Asimismo, forma parte del Consejo Asesor de la AET, Termnet, Terminology, Sendebar, MOTS, etc.
M. Teresa Cabré es premio internacional de Terminología Eugen Wüster 2007 (Viena).
M. Teresa Cabré es doctora "honoris causa" por la Universidad de Ginebra desde el año 2018. Al frente del Instituto de Estudios Catalanes se ha propuesto realizar un diccionario normativo pancatalán.